# Et on tuera tous les affreux
Et on tuera tous les affreux est un roman policier humoristique de Vernon Sullivan, un des nombreux pseudonymes de Boris Vian, paru pour la première fois sous forme de feuilleton dans le journal France Dimanche de février à avril 1948, et interrompu le 11 de ce mois. La version définitive, réécrite et achevée, parut en juin 1948 aux Éditions du Scorpion. Ce livre, comme plusieurs autres, a été d'abord attribué à un certain auteur américain Vernon Sullivan dont Vian se présentait comme le traducteur.

## Résumé
L'histoire prend place dans une boîte de nuit de Los Angeles. Le héros, un jeune bellâtre du nom de Rock Bailey, est la coqueluche des demoiselles. Pourtant il se refuse à elles, désirant conserver sa virginité jusqu'au jour de ses 20 ans. Ce soir-là, il est drogué et enlevé dans la clinique du docteur Schutz (qui fait référence au docteur Marcel-Paul Schützenberger, un ami de Boris Vian) où on tente de le forcer à faire l'amour avec une magnifique fille, ce qu'il refuse de faire. Rocky décide ensuite de mener une enquête avec son nouvel ami Andy Sigman, un chauffeur de taxi qui l'a aidé, sur le docteur Schutz et ses expériences suspectes.

## Particularité du roman
À la différence des autres romans signés Vernon Sullivan, qui sont écrits dans le plus pur style des romans noirs américains de l'époque, Et on tuera tous les affreux en est un pastiche burlesque, très drôle, avec de nombreuses péripéties et retournements de situation. Il se rapproche beaucoup plus du style employé par Boris Vian dans ses autres romans (L'Automne à Pékin, etc.).

## Éditeurs
- 1948 aux Éditions du Scorpion.
- 1960 aux Éditions Le Terrain Vague
- 1965 aux Editions Eric Losfeld
- 1970 en 10/18
- 1975 chez Christian Bourgois éditeur
- 1997 aux Éditions Pauvert

## Adaptation
Sorti en 2023, un jeu vidéo développé par La Poule noire et Arte France reprend le titre anglophone du roman : To Hell with the Ugly, et se veut une adaptation du roman. Il s'agit d'un pointer-cliquer d'aventure avec des combats au tour par tour.